# 尼娜·涅维尔松
尼娜·列夫诺芙娜·涅维尔松（俄语：Нина Львовна Невельсон；1902年—1928年6月9日），婚前姓勃朗施坦，是苏联的一个左翼反对派活动家。

## 生平
她出生于俄罗斯帝国伊尔库茨克省乌斯季库特，是列夫·托洛茨基和第一任妻子亚历山德拉·索科洛夫斯卡娅所生的次女。她的丈夫是工程师、经济学家马克·萨姆索诺维奇·涅维尔松（1896年—1937年），他曾参加二月革命和十月革命，在俄国内战期间任团政治委员、师政治委员以及军政治部部长，后来被清洗，并于1937年被枪决。
她曾在首都莫斯科担任孤儿院院长。临终前，她被全联盟共产党（布尔什维克）开除，并被解除职务。苏联官方称她于1928年6月9日在莫斯科因肺结核去世，得年26岁。她去世时，其父列夫·托洛茨基正被流放于阿拉木图，托洛茨基拒绝了她临终时希望他来道别的请求。她去世后，孩子们被她的外祖母亚历山德拉·列夫诺芙娜带到列宁格勒；外祖母也被流放后，外祖母的妹妹玛丽亚·列夫诺芙娜将孩子们接走，带到基洛沃与她的兄弟一起生活。
她的儿子列夫·马克诺维奇·涅维尔松（1921年12月3日—1941年4月22日）是萨拉托夫国立大学的学生，被枪决。她的女儿沃利娜·马克诺芙娜·涅维尔松（1925年出生）在1930年代初被带到乌克兰后失踪。